# Futbol'ny Klub BATĖ 2017
Questa voce raccoglie le informazioni riguardanti il BATĖ Borisov nelle competizioni ufficiali della stagione 2017.

## Maglie e sponsor
Per la stagione 2017, il fornitore tecnico è Adidas, mentre lo sponsor ufficiale è Belgosstrakh.
| 1ª divisa | 2ª divisa | 3ª divisa |

## Rosa
| N. |                        | Ruolo | Calciatore           |
| -- | ---------------------- | ----- | -------------------- |
| 3  | Bielorussia (bandiera) | D     | Vital' Hajdučyk      |
| 4  | Lettonia (bandiera)    | D     | Kaspars Dubra        |
| 5  | Bielorussia (bandiera) | C     | Jaŭhen Jablonski     |
| 6  | Croazia (bandiera)     | D     | Jurica Buljat        |
| 7  | Bielorussia (bandiera) | C     | Jaŭhen Bjarozkin     |
| 8  | Bielorussia (bandiera) | C     | Aljaksandr Valadz'ko |
| 9  | Serbia (bandiera)      | A     | Anes Rušević         |
| 10 | Montenegro (bandiera)  | C     | Mirko Ivanić         |
| 13 | Bielorussia (bandiera) | A     | Mikalaj Sihnevič     |
| 14 | Estonia (bandiera)     | D     | Artur Pikk           |
| 15 | Bielorussia (bandiera) | D     | Maksim Žaŭnerčyk     |
| 16 | Bielorussia (bandiera) | P     | Sjarhej Vjeramko     |
| 17 | Bielorussia (bandiera) | C     | Aljaksej Ryas        |
| 19 | Serbia (bandiera)      | D     | Nemanja Milunović    |

| N. |                        | Ruolo | Calciatore          |
| -- | ---------------------- | ----- | ------------------- |
| 20 | Bielorussia (bandiera) | A     | Vital' Radyënaŭ (c) |
| 21 | Bielorussia (bandiera) | C     | Stanislaŭ Drahun    |
| 22 | Bielorussia (bandiera) | C     | Ihar Stasevič       |
| 23 | Serbia (bandiera)      | D     | Miloš Ostojić       |
| 24 | Finlandia (bandiera)   | A     | Jasse Tuominen      |
| 25 | Bielorussia (bandiera) | C     | Dzmitryj Baha       |
| 33 | Bielorussia (bandiera) | D     | Dzjanis Paljakoŭ    |
| 35 | Bielorussia (bandiera) | P     | Anton Čyčkan        |
| 42 | Bielorussia (bandiera) | D     | Maksim Valadz'ko    |
| 48 | Bielorussia (bandiera) | P     | Dzjanis Ščarbicki   |
| 49 | Bielorussia (bandiera) | C     | Aljaksandr Džyhera  |
| 62 | Bielorussia (bandiera) | C     | Michail Hardzjajčuk |
| 77 | Bielorussia (bandiera) | C     | Juryj Kendyš        |
| 80 | Georgia (bandiera)     | C     | Valerian Gvilia     |

## Calciomercato

### Sessione invernale
| Acquisti | Acquisti         | Acquisti      | Acquisti                 |
| R.       | Nome             | da            | Modalità                 |
| -------- | ---------------- | ------------- | ------------------------ |
| D        | Miloš Ostojić    | Partizan      | svincolato               |
| C        | Jaŭhen Bjarozkin | Naftan        | definitivo (0,066 mln €) |
| C        | Uladzislaŭ Žuk   | Slavija-Mazyr | definitivo               |
| A        | Anes Rušević     | Novi Pazar    | definitivo               |
| A        | Jasse Tuominen   | Lahti         | definitivo               |

| Cessioni | Cessioni          | Cessioni               | Cessioni                 |
| R.       | Nome              | a                      | Modalità                 |
| -------- | ----------------- | ---------------------- | ------------------------ |
| P        | Arcëm Saroka      | Islač                  | prestito                 |
| D        | Vital' Hajdučyk   | Asteras Tripolīs       | prestito                 |
| C        | Aljaksandr Hleb   | Kryl'ja Sovetov Samara | svincolato               |
| C        | Ėdhar Aljachnovič | Šachcër Salihorsk      | definitivo (0,028 mln €) |
| C        | Uladzislaŭ Žuk    | Slavija-Mazyr          | prestito                 |
| A        | Mikalaj Sihnevič  | Platanias              | prestito                 |

### Sessione estiva
| Acquisti | Acquisti         | Acquisti         | Acquisti      |
| R.       | Nome             | da               | Modalità      |
| -------- | ---------------- | ---------------- | ------------- |
| P        | Arcëm Saroka     | Islač            | fine prestito |
| D        | Jurica Buljat    | Paxtakor         | definitivo    |
| D        | Vital' Hajdučyk  | Asteras Tripolīs | fine prestito |
| C        | Dzmitryj Baha    | Atromītos        | svincolato    |
| C        | Stanislaŭ Drahun | Gazovik Orenburg | svincolato    |
| A        | Mikalaj Sihnevič | Platanias        | fine prestito |

| Cessioni | Cessioni           | Cessioni         | Cessioni   |
| R.       | Nome               | a                | Modalità   |
| -------- | ------------------ | ---------------- | ---------- |
| P        | Arcëm Saroka       | Tarpeda-BelAZ    | prestito   |
| D        | Kaspars Dubra      | RFS Riga         | svincolato |
| D        | Miloš Ostojić      |                  | svincolato |
| D        | Artur Pikk         |                  | svincolato |
| D        | Maksim Žaŭnerčyk   | Dinamo Minsk     | svincolato |
| C        | Aljaksandr Džyhera | Dnjapro Mahilëŭ  | prestito   |
| C        | Juryj Kendyš       | Sheriff Tiraspol | prestito   |

## Risultati

### Vyšėjšaja Liha

#### Girone d'andata
| Arbitro: | Šimusik (Asipovičy) |

|              |           |                 |
| Barsukoŭ 84’ | Marcatori | 3’ (aut.) Pysko |

| Arbitro: | Iščenko (Rėčica) |

|             |           |  |
| Rušević 88’ | Marcatori |  |

| Arbitro: | Kul'bakoŭ (Homel') |

|             |           |                 |
| Fameyeh 69’ | Marcatori | 76’ Hardzjajčuk |

| Arbitro: | Dolja (Hrodna) |

|                         |           |                                                   |
| Taleyka 5’ Batyščev 56’ | Marcatori | 25’ (rig.) Hardzjajčuk 61’ Radyënaŭ 87’ Valadz'ko |

| Arbitro: | Dmitryev (Fanipal') |

|              |           |  |
| Radyënaŭ 52’ | Marcatori |  |

| Arbitro: | Lobatsevič (Vicebsk) |

|  |           |                                                                                 |
|  | Marcatori | 15’ (aut.) Kovaleŭski 30’ Hardzjajčuk 34’, 62’ Stasevič 45’ Paljakoŭ 47’ Gvilia |

| Arbitro: | Kruk (Maladzečna) |

|                                 |           |  |
| Ročev 1’ (aut.) Hardzjajčuk 67’ | Marcatori |  |

| Arbitro: | Iščenko (Rėčica) |

|           |           |  |
| Sebai 52’ | Marcatori |  |

| Arbitro: | Kul'bakoŭ (Homel') |

|              |           |  |
| Stasevič 88’ | Marcatori |  |

| Arbitro: | Sevastjanik (Hrodna) |

|                  |           |  |
| Matsveenka 90+1’ | Marcatori |  |

| Arbitro: | Dolya (Hrodna) |

|                              |           |           |
| Stasevič 54’ Hardzjajčuk 62’ | Marcatori | 67’ Čumak |

| Arbitro: | Stetsurin (Brėst) |

|  |           |                                                   |
|  | Marcatori | 16’ Valadz'ko 29’ Hardzjajčuk 71’ (aut.) Harbačoŭ |

| Barysaŭ 20 giugno 2017, ore 19:00 UTC+3 13ª giornata | BATĖ Borisov      | 0 – 0 referto | Tarpeda-BelAZ | Barysaŭ-Arėna (5 791 spett.)\| Arbitro: \| Kruk (Maladzečna) \| |
| Arbitro:                                             | Kruk (Maladzečna) |               |               |                                                                 |

| Arbitro: | Kul'bakoŭ (Homel') |

|  |           |                 |
|  | Marcatori | 67’ Hardzjajčuk |

| Arbitro: | Shimusik (Asipovičy) |

|                       |           |  |
| Ryas 25’ Tuominen 62’ | Marcatori |  |

#### Girone di ritorno
| Arbitro: | Dolja (Hrodna) |

|                                         |           |  |
| Hardzjajčuk 31’ Ivanić 44’ Radyënaŭ 59’ | Marcatori |  |

| Arbitro: | Sevastyanik (Hrodna) |

|             |           |  |
| Zinovyč 72’ | Marcatori |  |

| Arbitro: | Lobatsevič (Vicebsk) |

|                 |           |  |
| Hardzjajčuk 50’ | Marcatori |  |

| Arbitro: | Vasilevič (Mazyr) |

|                              |           |                                      |
| Hardzjajčuk 48’ Sihnevič 56’ | Marcatori | 20’ (rig.), 68’ Ivanoŭ 25’ Filanovič |

| Arbitro: | Kul'bakoŭ (Homel') |

|  |           |                                            |
|  | Marcatori | 20’ Ryas 33’, 51’ Radyënaŭ 86’ Hardzjajčuk |

| Arbitro: | Stetsurin (Brėst) |

|                         |           |  |
| Drahun 26’ Sihnevič 77’ | Marcatori |  |

| Arbitro: | Dmitryev (Fanipal') |

|  |           |                   |
|  | Marcatori | 44’, 60’ Sihnevič |

| Arbitro: | Kruk (Maladzečna) |

|                                                                |           |  |
| Hardzjajčuk 13’, 32’, 81’ Ivanić 49’ Stasevič 56’ Sihnevič 64’ | Marcatori |  |

| Arbitro: | Cynkevič (Asipovičy) |

|  |           |            |
|  | Marcatori | 53’ Drahun |

| Arbitro: | Shimusik (Asipovičy) |

|                                        |           |               |
| Stasevič 9’ Paljakoŭ 62’ Valadz'ko 76’ | Marcatori | 4’ Vjarhejčyk |

| Arbitro: | Vasilevič (Mazyr) |

|  |           |                          |
|  | Marcatori | 56’ Ryas 69’ Hardzjajčuk |

| Arbitro: | Naumov (Minsk) |

|            |           |                   |
| Ivanić 37’ | Marcatori | 87’ (rig.) Volkaŭ |

| Arbitro: | Kul'bakoŭ (Homel') |

|                       |           |                                         |
| Rėkiš 41’ Kalugin 78’ | Marcatori | 28’, 32’ Milunović 60’, 82’ Hardzjajčuk |

| Arbitro: | Cynkevič (Asipovičy) |

|                                           |           |                     |
| Sihnevič 57’ Radyënaŭ 78’ Hardzjajčuk 87’ | Marcatori | 13’ (rig.) Žukoŭski |

| Arbitro: | Kul'bakoŭ (Homel') |

|                                |           |                                       |
| Dubajić 24’, 46’ Paŭljučak 33’ | Marcatori | 19’ Ivanić 78’ (rig.), 90+6’ Radyënaŭ |

### Coppa di Bielorussia 2016-2017
| Arbitro: | Cynkevič (Asipovičy) |

|  |           |                |
|  | Marcatori | 4’ Hardzjajčuk |

| Arbitro: | Sevastjanik (Hrodna) |

|                       |           |                    |
| Ryas 40’ Radyënaŭ 67’ | Marcatori | 61’ (aut.) Ostojić |

| Arbitro: | Ščerbakov (Minsk) |

|                       |           |  |
| Torres 2’ Fameyeh 58’ | Marcatori |  |

| Arbitro: | Cynkevič (Asipovičy) |

|            |           |  |
| Ivanić 64’ | Marcatori |  |

### Coppa di Bielorussia 2017-2018
| Arbitro: | Vasilevič (Mazyr) |

|             |           |                                                    |
| Tiško 45+1’ | Marcatori | 26’, 27’, 72’ Rušević 62’ Valadz'ko 64’ Muchamedaŭ |

| Arbitro: | Lobatsevich (Vicebsk) |

|                              |           |             |
| Sihnevič 90+1’ Radyënaŭ 100’ | Marcatori | 69’ Zubovič |

### Champions League

#### Secondo turno preliminare
| Arbitro: | Jorgji |

|          |           |                 |
| Ryas 43’ | Marcatori | 78’ (aut.) Ryas |

| Arbitro: | Kralović |

|               |           |                                    |
| Nenadović 18’ | Marcatori | 23’, 35’ Hardzjajčuk 78’ Valadz'ko |

#### Terzo turno preliminare
| Arbitro: | Dankert |

|                  |           |  |
| Škoda 20’ (rig.) | Marcatori |  |

| Arbitro: | van Boekel |

|                          |           |           |
| Sihnevič 6’ Stasevič 46’ | Marcatori | 44’ Škoda |

### Europa League

#### Play-off
| Arbitro: | Bognár |

|           |           |            |
| Ivanić 8’ | Marcatori | 19’ Banada |

| Arbitro: | Zelinka |

|            |           |                 |
| Hrycuk 34’ | Marcatori | 70’, 75’ Ivanić |

#### Fase a gironi
| Squadra      | Pt | G | V | N | P | GF | GS | DG  |
| ------------ | -- | - | - | - | - | -- | -- | --- |
| Arsenal      | 13 | 6 | 4 | 1 | 1 | 14 | 4  | +10 |
| Stella Rossa | 9  | 6 | 2 | 3 | 1 | 3  | 2  | +1  |
| Colonia      | 6  | 6 | 2 | 0 | 4 | 7  | 8  | -1  |
| BATĖ Borisov | 5  | 6 | 1 | 2 | 3 | 6  | 16 | −10 |

| Arbitro: | Aranovs'kyj |

|              |           |              |
| Radonjić 54’ | Marcatori | 72’ Sihnevič |

| Arbitro: | Stefański |

|                            |           |                                               |
| Ivanić 28’ Hardzjajčuk 67’ | Marcatori | 9’, 22’ Walcott 25’ Holding 49’ (rig.) Giroud |

| Arbitro: | Göçek |

|          |           |  |
| Ryas 55’ | Marcatori |  |

| Arbitro: | Stavrev |

|                                                  |           |                            |
| Zoller 16’ Ōsako 54’, 63’ Guirassy 63’ Jojić 90’ | Marcatori | 31’ Milunović 33’ Sihnevič |

| Barysaŭ 23 novembre 2017, ore 21:00 UTC+3 Gruppo H - 5ª giornata | BATĖ Borisov | 0 – 0 referto | Stella Rossa | Barysaŭ-Arėna (12 000 spett.)\| Arbitro: \| Moen \| |
| Arbitro:                                                         | Moen         |               |              |                                                     |

| Arbitro: | Schörgenhofer |

|                                                                                       |           |  |
| Debuchy 11’ Walcott 37’ Wilshere 43’ Paljakoŭ 51’ (aut.) Giroud 64’ (rig.) Elneny 74’ | Marcatori |  |

### Supercoppa
| Arbitro: | Kul'bakoŭ (Homel') |

|                      |           |                                 |
| Chačaturan 6’ (rig.) | Marcatori | 20’, 63’ Hardzjajčuk 51’ Ivanić |

## Statistiche

### Statistiche di squadra
| Competizione        | Punti | In casa | In casa | In casa | In casa | In casa | In casa | In trasferta | In trasferta | In trasferta | In trasferta | In trasferta | In trasferta | Totale | Totale | Totale | Totale | Totale | Totale | DR  |
| Competizione        | Punti | G       | V       | N       | P       | Gf      | Gs      | G            | V            | N            | P            | Gf           | Gs           | G      | V      | N      | P      | Gf     | Gs     | DR  |
| ------------------- | ----- | ------- | ------- | ------- | ------- | ------- | ------- | ------------ | ------------ | ------------ | ------------ | ------------ | ------------ | ------ | ------ | ------ | ------ | ------ | ------ | --- |
| Vyšėjšaja Liha      | 68    | 15      | 12      | 2       | 1       | 30      | 7       | 15           | 9            | 3            | 3            | 31           | 12           | 30     | 21     | 5      | 4      | 61     | 19     | +42 |
| Kubak Belarusi      | -     | 3       | 3       | 0       | 0       | 5       | 2       | 3            | 2            | 0            | 1            | 6            | 3            | 6      | 5      | 0      | 1      | 11     | 5      | +6  |
| Champions League    | -     | 2       | 1       | 1       | 0       | 3       | 2       | 2            | 1            | 0            | 1            | 3            | 2            | 4      | 2      | 1      | 1      | 6      | 4      | +2  |
| Europa League       | 5     | 4       | 1       | 2       | 1       | 4       | 5       | 4            | 1            | 1            | 2            | 5            | 13           | 8      | 2      | 3      | 3      | 9      | 18     | -9  |
| Superkubak Belarusi | -     | 0       | 0       | 0       | 0       | 0       | 0       | 0            | 0            | 0            | 0            | 0            | 0            | 1      | 1      | 0      | 0      | 3      | 1      | +2  |
| Totale              | 73    | 24      | 17      | 5       | 2       | 42      | 16      | 24           | 13           | 4            | 7            | 45           | 30           | 49     | 31     | 9      | 9      | 90     | 47     | +43 |

### Andamento in campionato
| Giornata  | 1 | 2 | 3 | 4 | 5 | 6 | 7 | 8 | 9 | 10 | 11 | 12 | 13 | 14 | 15 | 16 | 17 | 18 | 19 | 20 | 21 | 22 | 23 | 24 | 25 | 26 | 27 | 28 | 29 | 30 |
| --------- | - | - | - | - | - | - | - | - | - | -- | -- | -- | -- | -- | -- | -- | -- | -- | -- | -- | -- | -- | -- | -- | -- | -- | -- | -- | -- | -- |
| Luogo     | T | C | T | T | C | T | C | T | C | T  | C  | T  | C  | T  | C  | C  | T  | C  | C  | T  | C  | T  | C  | T  | C  | T  | C  | T  | C  | T  |
| Risultato | N | V | N | V | V | V | V | P | V | P  | V  | V  | N  | V  | V  | V  | P  | V  | P  | V  | V  | V  | V  | V  | V  | V  | N  | V  | V  | N  |
| Posizione | 8 | 3 | 8 | 5 | 1 | 1 | 1 | 4 | 2 | 2  | 2  | 2  | 3  | 3  | 2  | 2  | 3  | 3  | 3  | 3  | 3  | 3  | 2  | 2  | 1  | 1  | 1  | 1  | 1  | 1  |

Legenda:

Luogo: C = Casa; T = Trasferta. Risultato: V = Vittoria; N = Pareggio; P = Sconfitta.